# Centralna simetrija
Izraz centralna simetrija se uporablja predvsem v kristalografiji in se nanaša na  prostorsko skupino, ki med svojimi elementi simetrije vsebuje tudi obratno (inverzno) središče. V takšni prostorski skupini obstaja za vsako točko (x, y, z)  nerazločna točka (-x, -y, -z). Kristali z obratnim središčem ne morejo imeti nekaterih lastnosti, na primer piezoelektričnosti. 
Prostorske skupine brez obratnega središča se delijo na polarne in  kiralne. Kiralna prostorska skupina nima inverzne osi, oziroma rotacije, kateri bi sledila inverzija. Zrcaljenje preko ravnine na primer je dvoštevna inverzija. Kiralne prostorske skupine zato vsebujejo samo elemente rotacijske in translacijske simetrije. Te pogoje izpolnjujejo  kristalne točkovne  skupine 1, 2, 3, 4, 6, 222, 422, 622, 32, 23 in 432. V kiralnih prostorskih skupinah kristalizirajo kiralne molekule proteinov.
Izraz polaren se pogosto uporablja za prostorske skupine, ki niso niti centralno simetrične niti kiralne. Bolj pravilno bi bilo, če bi se uporabljal za vse prostorske skupine, ki vsebujejo samo eno anizotropno os. Ta pogoj izpolnjujejo točkovne skupine 1, 2, 3, 4, 6, m, mm2, 3m, 4mm in 6mm, to pa pomeni, da so nekatere kiralne skupine tudi polarne.  